# Antony Iannarilli
Antony Iannarilli (Alatri, 18 dicembre 1990) è un calciatore italiano, portiere dell'Avellino.

## Biografia
È il figlio del politico Antonello Iannarilli. Il 24 febbraio 2013 ha subito l'asportazione della milza, in seguito a uno scontro di gioco occorsogli durante la partita di Seconda Divisione pareggiata per 0-0 contro il Borgo a Buggiano.

## Caratteristiche tecniche
Di ruolo portiere, è abile a giocare il pallone coi piedi.

## Carriera
Cresciuto nel settore giovanile della Lazio, Nella stagione 2009-10 approda in prima squadra ricoprendo il ruolo di quarto portiere scegliendo la maglia numero 40. Viene convocato oltre che in Serie A anche in due partite di Europa League rispettivamente contro Salisburgo e Levski Sofia. Nell'estate 2010 viene ceduto a titolo temporaneo all'Isola Liri per fargli fare esperienza, con cui inizia la carriera professionistica. Nel 2011 si trasferisce alla Salernitana, appena acquistata da Claudio Lotito e ripartita dalla Serie D, con cui conquista due promozioni consecutive.
Il 7 agosto 2014 passa al Gubbio; il 6 gennaio 2015 segna di testa nella partita di campionato pareggiata per 1-1 contro il Grosseto, entrando così nella lista dei portieri goleador. L'8 luglio seguente, dopo essere stato tesserato dal Pavia, passa in prestito alla Pistoiese, con cui disputa un'ottima stagione a livello individuale, tanto da essere nominato miglior portiere dell'intera Lega Pro. Nel 2016 si trasferisce alla Viterbese, con cui nei primi mesi della sua esperienza con il club laziale risulta il portiere meno battuto d'Europa.
Il 2 luglio 2018 passa alla Ternana, con cui ottiene la promozione in Serie B nel 2021, venendo anche nominato miglior portiere del girone; il 9 luglio 2022 prolunga con i rossoverdi fino al 2025.
Il 4 luglio 2024, passa a titolo definitivo all'Avellino, in Serie C, firmando un contratto biennale.

## Statistiche

### Presenze e reti nei club
Statistiche aggiornate al 10 maggio 2025.
| Stagione           | Squadra            | Campionato         | Campionato | Campionato   | Coppe nazionali | Coppe nazionali | Coppe nazionali | Coppe continentali | Coppe continentali | Coppe continentali | Altre coppe | Altre coppe | Altre coppe | Totale | Totale  |
| Stagione           | Squadra            | Comp               | Pres       | Reti         | Comp            | Pres            | Reti            | Comp               | Pres               | Reti               | Comp        | Pres        | Reti        | Pres   | Reti    |
| ------------------ | ------------------ | ------------------ | ---------- | ------------ | --------------- | --------------- | --------------- | ------------------ | ------------------ | ------------------ | ----------- | ----------- | ----------- | ------ | ------- |
| 2009-2010          | Lazio              | A                  | 0          | 0            | CI              | -               | -               | UEL                | 0                  | 0                  | SI          | -           | -           | 0      | 0       |
| 2010-2011          | Isola Liri         | 2D                 | 12         | -14          | CI-LP           | 1+              | -1+             | -                  | -                  | -                  | -           | -           | -           | 13+    | -15+    |
| 2011-2012          | Salernitana        | D                  | 8          | -5           | CI-D            | 1               | 0               | -                  | -                  | -                  | -           | -           | -           | 9      | -5      |
| 2012-2013          | Salernitana        | 2D                 | 26         | -26          | CI-LP           | 1               | 0               | -                  | -                  | -                  | SdL-2D      | -           | -           | 27     | -26     |
| 2013-2014          | Salernitana        | 1D                 | 14         | -13          | CI+CI-LP        | 1+0             | -3+0            | -                  | -                  | -                  | -           | -           | -           | 15     | -16     |
| Totale Salernitana | Totale Salernitana | Totale Salernitana | 48         | -44          |                 | 3               | -3              |                    | -                  | -                  |             | 0           | 0           | 51     | -47     |
| 2014-2015          | Gubbio             | LP                 | 38+2       | -51+ -3; 1   | CI-LP           | 2               | -5              | -                  | -                  | -                  | -           | -           | -           | 42     | -59; 1  |
| 2015-2016          | Pistoiese          | LP                 | 34         | -35          | CI-LP           | 2               | -2              | -                  | -                  | -                  | -           | -           | -           | 36     | -37     |
| 2016-2017          | Viterbese          | LP                 | 36+1       | -38+ -2      | CI-LP           | 2               | -3              | -                  | -                  | -                  | -           | -           | -           | 39     | -43     |
| 2017-2018          | Viterbese          | C                  | 36+6       | -35+ -8      | CI-LP           | 3               | -4              | -                  | -                  | -                  | -           | -           | -           | 45     | -47     |
| Totale Viterbese   | Totale Viterbese   | Totale Viterbese   | 72+7       | -73 + -10    |                 | 5               | -7              |                    | -                  | -                  |             | -           | -           | 84     | -90     |
| 2018-2019          | Ternana            | C                  | 36         | -36          | CI+CI-C         | 3+0             | -6+0            | -                  | -                  | -                  | -           | -           | -           | 39     | -42     |
| 2019-2020          | Ternana            | C                  | 20+4       | -21+ -2      | CI-C            | 2               | -4              | -                  | -                  | -                  | -           | -           | -           | 26     | -27     |
| 2020-2021          | Ternana            | C                  | 33         | -26          | CI              | 1               | -2              | -                  | -                  | -                  | SC-C        | 2           | 0           | 36     | -28     |
| 2021-2022          | Ternana            | B                  | 36         | -56          | CI              | 2               | -5              | -                  | -                  | -                  | -           | -           | -           | 38     | -61     |
| 2022-2023          | Ternana            | B                  | 38         | -52          | CI              | 1               | -3              | -                  | -                  | -                  | -           | -           | -           | 39     | -55     |
| 2023-2024          | Ternana            | B                  | 32+2       | -44+ -4      | CI              | 1               | -1              | -                  | -                  | -                  | -           | -           | -           | 35     | -49     |
| Totale Ternana     | Totale Ternana     | Totale Ternana     | 195+6      | -235 + -6    |                 | 10              | -21             |                    | -                  | -                  |             | 2           | 0           | 213    | -262    |
| 2024-2025          | Avellino           | C                  | 32         | -24          | CI+CI-C         | 2+ 0            | -5+ 0           | -                  | -                  | -                  | SC-C        | 2           | -2          | 36     | -31     |
| Totale carriera    | Totale carriera    | Totale carriera    | 431+15     | -476+ -19; 1 |                 | 25              | -44             |                    | 0                  | 0                  |             | 4           | -2          | 475    | -541; 1 |

## Palmarès

### Competizioni nazionali
- Serie D: 1

Salernitana: 2011-2012 (Girone G)
- Lega Pro Seconda Divisione: 1

Salernitana: 2012-2013 (Girone B)
- Supercoppa di Lega di Seconda Divisione: 1

Salernitana: 2013
- Coppa Italia Lega Pro: 1

Salernitana: 2013-2014
- Serie C: 2

Ternana: 2020-2021 (Girone C)
Avellino: 2024-2025 (girone C)
- Supercoppa di Serie C: 1

Ternana: 2021